# Une vie simple
Pour plus de détails, voir Fiche technique et Distribution.
Une vie simple (chinois : 桃姐 ; pinyin : táo jiě ; litt. « Grande sœur Pêche ») est un film hongkongais réalisé par Ann Hui, sorti en 2011.

## Synopsis
Tranches de vie douces-amères d’une bonne qui ne disposa pendant une soixantaine d’années, que de ses employeurs comme famille. Chun Tao, orpheline désormais âgée de plus de soixante-dix ans, surnommée Ah Tao, ne s’occupe plus que de Roger Leung, célibataire travaillant dans la production de films. Il est le seul à rester à Hong Kong, ses parents vivent  à San Francisco. À la suite des attaques cérébrales que subit Tao Jie, Roger décide de prendre soin de cette dernière qu'il considère comme un membre de sa famille. La traditionnelle piété filiale se répand au-delà des liens de sang.

## Fiche technique
- Titre original : chinois : 桃姐 ; pinyin : táo jiě
- Titre français : Une vie simple
- Réalisation : Ann Hui
- Scénario : Susan Chan et Roger Lee
- Pays d'origine : Hong Kong
- Format : Couleurs - 35 mm - 1,85:1 - Dolby Digital
- Genre : drame
- Durée : 118 minutes
- Date de sortie : Mostra de Venise 2011 (sélection officielle)
  -  Chine : 8 mars 2012
  -  Hong Kong : 9 mars 2012
  -  France : 8 mai 2013

## Distribution
- Andy Lau : Roger
- Deannie Yip : Chung Chun-to
- Lawrence Ah Mon : Ah Chun, camarade de Roger
- Angelababy : invité à la première
- Tyson Chak : réparateur de climatisation
- Chan Chi-san : Jason
- Dennis Chan : Vincent
- Chan Wing-chiu : invité à la première
- Chim Sui-man : camarade de Roger
- Raymond Chow : lui-même
- Queenie Chu : réceptionniste à la banque d'investissement
- Paul Chun : oncle Kin
- Hui Pik-kee : tante Kam
- Hui So-ying : Mui
- Sammo Hung : directeur Hung

## Prix
- 2011 : Coupe Volpi pour la meilleure interprétation féminine pour Deannie Yip à la Mostra de Venise
- 2011 : meilleur réalisateur pour Ann Hui au Golden Horse Film Festival
- 2011 : meilleur acteur pour Andy Lau au Golden Horse Film Festival
- 2011 : meilleure actrice pour Deannie Yip au Golden Horse Film Festival
- 2012 : Hong Kong Film Award du meilleur réalisateur
- 2012 : Hong Kong Film Award du meilleur film
- 2012 : Prix du Public au Festival Paris Cinéma
- 2012 : Prix des Étudiants au Festival Paris Cinéma
- 2013 : Buried Treasure aux Chlotrudis Awards